# 小早川元治
小早川 元治（こばやかわ もとはる、明治40年（1907年）6月27日 - ?）は、日本の自動車技術者。
男爵小早川家の当主。位階は正五位。旧姓名は毛利元治。

## 略歴
東京府出身。明治40年（1907年）、第29代毛利宗家当主の毛利元昭の次男として生まれる。その後、叔父にあたる男爵・小早川四郎の養子となる。広島の旧制崇徳中学校、日本大学旧工学部（現日本大学理工学部）を卒業。崇徳中学校時代には弁論部で活躍、大学時代にはディーゼル機関の研究を行っていた。卒業後は日産自動車の技術者となる。また、ジェントルマンドライバー (アマチュアドライバー) としても活動し、イギリスからMG・K3マグネットを入手して多摩川スピードウェイに参戦するなどしたという。

## 系譜
- 祖父：毛利元徳（長州藩第14代藩主）
- 祖母：毛利安子（長府藩主毛利元運の二女・毛利敬親の養女）
- 父：毛利元昭（毛利宗家29代当主）
- 母：毛利美佐子（三条実美の三女）
  - 長姉：顕子（侯爵醍醐忠重夫人）
  - 次姉：茂登子（子爵愛宕通経夫人）
  - 長兄：毛利元道（毛利宗家30代当主）
- 養父：小早川四郎（叔父、毛利元徳の四男）
- 養母：小早川式子（従叔母、子爵毛利元敏の娘）
- 妻：富美子（男爵九條良政の四女）
  - 長男：小早川隆治（元マツダモータースポーツ部門技術者・マツダRX-7開発主査・モータージャーナリスト）
    - 孫：小早川隆浩（隆治の長男、マツダ技術者・マツダRX-8の研究開発）